# Novake, Poljčane
Novake este o localitate din comuna Poljčane, Slovenia, cu o populație de 179 de locuitori.